# アヨ・バカーレ
アヨ・バカーレ（Ayodele "Ayo" Bakare、1960年3月20日 - ）は、ナイジェリアのバスケットボール指導者である。 彼は現在エバン・コメッツのヘッドコーチであり、ナイジェリアを数年間指導していた。

## クラブのコーチ経歴
バカーレはナイジェリアプレミアリーグのエブンコメッツのヘッドコーチを務めている。

## ナイジェリア代表コーチの経歴
バカーレは、ナイジェリア代表の男子バスケットボールチームの元ヘッドコーチであった。彼のナイジェリアチームは、2012年夏季オリンピックに出場した。 彼は2014年にチームテクニカルディレクターを辞任した。